# Virgil Fox
Virgil Keel Fox (Princeton, (Illinois, USA), 3 mei 1912 - Palm Beach, (Florida, USA), 25 oktober 1980) was een Amerikaans organist, vooral bekend om zijn flamboyante 'Heavy Organ'-concerten van de muziek van Bach. Met deze evenementen wilde Fox het publiek van de jaren 1970 aanspreken, dat in die tijd meer vertrouwd was met rock-'n-rollmuziek, die compleet met lichtshows werd opgevoerd. Zijn vele opnames, gemaakt onder de RCA Victor en Capitol Records, voornamelijk in de jaren 1950 en 1960, zijn geremasterd en opnieuw uitgebracht op compact disc. Hij studeerde o.a. aan het Peabody Institute (Baltimore) bij de Nederlandse organist Louis Robert.